# Melodisk black metal
Melodisk black metal är en stil inom black metal med rötter i black metal och melodisk death metal. Melodisk black metal blandas ofta ihop med gothic metal, doom metal och symphonic black metal och ofta är det svårt att dra gränsen.

## Exempel på band
- Agathodaimon
- Ancient
- ...And Oceans
- Borknagar
- Catamenia
- Cor Scorpii
- Chthonic
- Dark Fortress
- Dawn
- Dissection
- Dimmu Borgir
- Graveworm
- ()Hecate Enthroned
- Illnath
- Lord Belial
- Morgul
- Moonshine
- Mörk Gryning
- Naglfar
- Nazghor
- Old Man's Child
- Rotting Christ
- Sacramentum
- Tvangeste
- Woods of Ypres